# Angelo Cesare Vigiani
Angelo Cesare Vigiani (Borgo San Lorenzo, 4 febbraio 1880 – Cuevo, 24 aprile 1961) è stato un vescovo cattolico e missionario italiano.

## Biografia
- Battezzato con il nome di Angiolo nacque da famiglia contadina nella casa contadina in Via di Sieve, presso il fiume omonimo, che oggi ha il nome di Via Brocchi nella cittadina di Borgo San Lorenzo.
- Missionario in Bolivia per molti anni, fu delegato apostolico presso lo stesso paese. Entrò nell'Ordine dei frati minori il 28 marzo 1903. Poco dopo la sua ordinazione partì per Miciareti, dove ebbe contatti con i chiriguanos. Monsignor Vigiani grazie al suo esempio e alla capacità di parlare la loro lingua procurò la loro conversione al cristianesimo.
- Nel 1912 ricevette incarichi direttivi nel collegio apostolico di Tariaja. Successivamente nel 1917 fu nominato prefetto della missione.
- Nel 1919 all'ordine dei Frati Minori di Toscana venne affidata la gestione del vicariato apostolico del Chaco e Cesare ne divenne Superiore Regolare.
- Nel gennaio 1924 fu nominato da papa Pio XI secondo vescovo titolare di Andrapa, succedendo al primo vescovo Monsignor Ippolito Ulivelli, e vicario apostolico del Chaco.
- Ricevette la consacrazione episcopale nella capitale della Bolivia, Sucre, il 6 giugno 1924.
- Fece ritorno al suo paese natale per una visita nel giugno del 1927 accolto da tutte le autorità civili e religiose di Firenze e Borgo San Lorenzo. Ritornò in visita nei luoghi natii nel 1936. Le sue visite alla famiglia di origine furono in tutto tre.
- Nel 1937 fu promotore del primo congresso eucaristico di Cuevo e successivamente fondò la parrocchia di Camiri.
- Nel 1950 si ritirò e passò le consegne a Monsignor Francesco Benedetti rimanendo a vivere nel vicariato sudamericano
- Morì il 24 aprile 1961. Le sue spoglie sono tumulate in una cappella appositamente costruita.

Il vicariato guidato da Monsignor Vigiani mantiene tuttora un legame con Borgo San Lorenzo, testimoniato dalla frequenti visite di missionari. Uno dei più legati alla memoria del Vescovo Vigiani è stato Monsignor Francesco Focardi, deceduto in Bolivia, rimasto in contatto con le nipoti del Vescovo Cesare.
Durante il suo lungo ed intenso periodo vescovile, circa 26 anni, chiamò presso la Missione un primo nucleo di Suore, le Clarisse del SS. Sacramento di Bertinoro.
Il comune di Borgo San Lorenzo ha dedicato al suo concittadino una strada vicina al fiume Sieve.

## Genealogia episcopale
La genealogia episcopale è:
- Cardinale Scipione Rebiba
- Cardinale Giulio Antonio Santori
- Cardinale Girolamo Bernerio, O.P.
- Arcivescovo Galeazzo Sanvitale
- Cardinale Ludovico Ludovisi
- Cardinale Luigi Caetani
- Cardinale Ulderico Carpegna
- Cardinale Paluzzo Paluzzi Altieri degli Albertoni
- Papa Benedetto XIII
- Papa Benedetto XIV
- Papa Clemente XIII
- Cardinale Bernardino Giraud
- Cardinale Alessandro Mattei
- Cardinale Pietro Francesco Galleffi
- Cardinale Giacomo Filippo Fransoni
- Cardinale Carlo Sacconi
- Cardinale Edward Henry Howard
- Cardinale Mariano Rampolla del Tindaro
- Cardinale Antonio Vico
- Arcivescovo Filippo Cortesi
- Vescovo Angelo Cesare Vigiani